# مشروطة خاصة
المشروطة الخاصة هي المشروطة العامة مع قيد "اللادوام"، بحسب الذات، مثال الموجبة: قولنا بالضرورة: كل كاتب متحرك الأصابع ما دام كاتبا لا دائما، فتركيبها من موجبة مشروطة عامة وسالبة مطلقة عامة.
أما المشروطة العامة الموجبة، فهي الجزء الأول من القضية، وأما السالبة المطلقة العامة، أي قولنا: لا شيء من الكاتب بمتحرك الأصابع بالفعل، فهو مفهوم "اللادوام"، لأن إيجاب المحمول للموضوع، إذا لم يكن دائما كان معناه أن الإيجاب ليس متحققا في جميع الأوقات، وإذا لم يتحقق الإيجاب في جميع الأوقات تحقق السلب في الجملة، وهو معنى السالبة المطلقة، وإن كانت سالبة، كقولنا بالضرورة لا شيء من الكاتب بساكن الأصابع، ما دام كاتبا، لا دائما، فتركيبها من مشروطة عامة سالبة، وهي الجزء الأول، وموجبة مطلقة عامة، أي قولنا: كل كاتب ساكن الأصابع بالفعل، وهو مفهوم "اللادوام"، لأن السلب إذا لم يكن دائما لم يكن متحققا في جميع الأوقات، وإذا لم يتحقق السلب في جميع الأوقات يتحقق الإيجاب في الجملة، وهو الإيجاب المطلق العام.